# チェッレ・エノモンド
チェッレ・エノモンド（伊: Celle Enomondo）は、イタリア共和国ピエモンテ州アスティ県にある基礎自治体（コムーネ）。

## 地理

### 位置・広がり

#### 隣接コムーネ
隣接するコムーネは以下の通り。
- アンティニャーノ
- アスティ
- レヴィリアスコ・ダスティ
- サン・ダミアーノ・ダスティ

#### 地震分類
イタリアの地震リスク階級 (it) では、4 に分類される
。